# 알랭 레네
알랭 레네(Alain Resnais, 1922년 6월 3일 ~ 2014년 3월 1일)는 프랑스의 영화감독이다.

## 삶
14세부터 단편영화를 찍기 시작하였다. 영화 외에도 회화, 사진, 만화, 문학에 관심이 있었으며 마르셀 프루스트, 앙드레 브르통을 특히 좋아했다.

## 작품 목록
- 《밤과 안개》 Nuit et Brouillard (1955)
- 《히로시마 내 사랑》 Hiroshima Mon Amour (1959)
- 《지난 해 마리앙바드에서》 (1961)
- 《뮤리엘》 Muriel (1963)
- 《전쟁은 끝났다》 La Guerre est Finie (1966)
- 《사랑해, 사랑해》 Je t’aime, Je t’aime (1968)
- 《스타비스키》 Star-visky (1974)
- 《프로비던스》 Providence (1977)
- 《내 미국 삼촌》 (1980)
- 《삶은 소설이다》 La Vie est un Roman (1983)
- 《스모킹/노스모킹》 (1993)
- 《우리들은 그 노래를 알고 있다》 (1997)
- 《입술은 안돼요》 (2003)
- 《마음》 (2006) Cœurs
- 《와일드 그래스》 (2009)
- 《당신은 아직 아무것도 보지 못했다》 'Vous n'avez pas encore rien vu' (2012)
- 《사랑은 마시고 노래하며》 (2014)